# 圣皮埃尔朗热
圣皮埃尔朗热（法語：Saint-Pierre-Langers，法語發音：[sɛ̃ pjɛʁ lɑ̃ʒe]）是法国芒什省的一个市镇，属于阿夫朗什区。

## 地理
圣皮埃尔朗热（48°47'4"N, 1°29'52"W）面积8.4 平方千米，位于法国诺曼底大区芒什省，该省份为法国西北部沿海省份，西、北、东北三面环大西洋，东起顺时针与卡爾瓦多斯省、奧恩省、马耶讷省和伊勒-维莱讷省接壤。
与圣皮埃尔朗热接壤的市镇（或旧市镇、城区）包括：瑞卢维尔、拉吕塞尔讷-杜特勒梅尔、圣欧班德普雷欧、圣让德尚、滨海圣派尔、萨尔蒂伊拜博卡日。

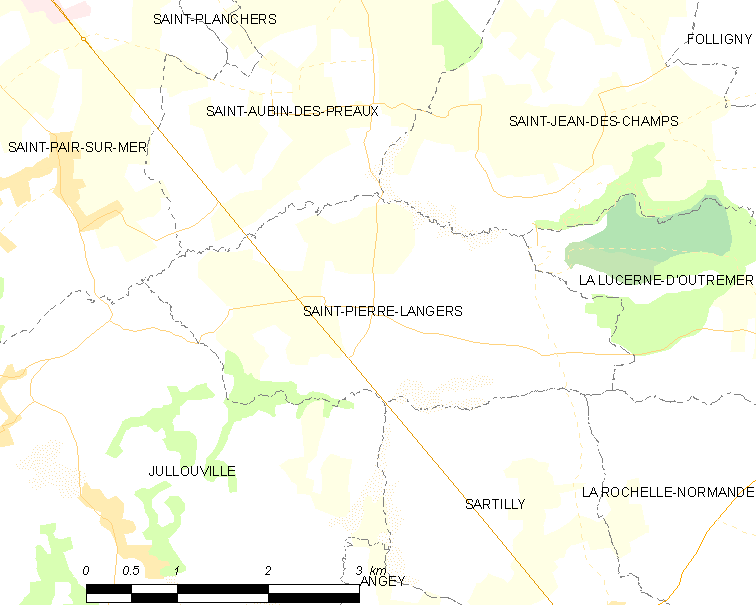
圣皮埃尔朗热的OSM定位图

圣皮埃尔朗热的时区为UTC+01:00、UTC+02:00（夏令时）。

## 行政
圣皮埃尔朗热的邮政编码为50530，INSEE市镇编码为50540。

## 政治
圣皮埃尔朗热所属的省级选区为阿夫朗什县。

## 人口

1962-2008年间圣皮埃尔朗热人口变化图示

圣皮埃尔朗热于2022年1月1日时的人口数量为621人。